# ویکام، استرالیای غربی
ویکام (به انگلیسی: Wickham) یک شهرک در استرالیا است که در City of Karratha واقع شده‌است.